# Léninka (Rostov)
Léninka (del ruso: Ле́нинка) es un selo del raión de Zernograd del óblast de Rostov de Rusia. Está situado en la orilla derecha del río Kugo-Yeya, afluente del Yeya, en el lugar donde recibe las aguas del Ternovaya, 36 km al sur de Zernograd y 91 km al sureste de Rostov del Don, la capital del óblast. 
Pertenece al municipio Guliái-Borísovskoye.

## Personalidades
- Timoféi Briliov (1906-1966), militar soviético, Héroe de la Unión Soviética.